# Hệ thống thơ văn trên kiến trúc cung đình Huế

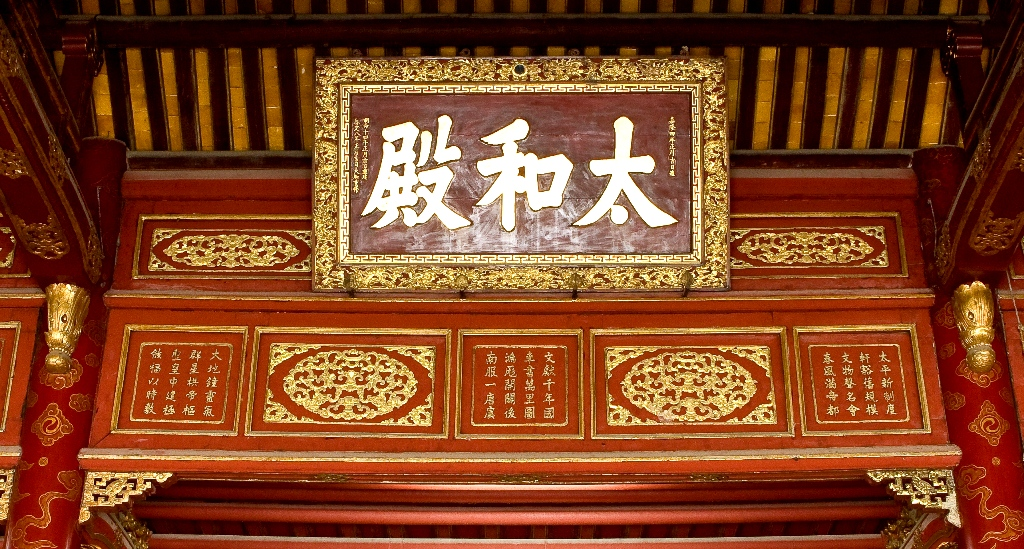
Một vài bài thơ được chạm khắc trong điện Thái Hòa

Hệ thống thơ văn trên kiến trúc cung đình Huế là toàn bộ hệ thống văn tự chữ Hán được sáng tác dưới dạng các bài văn thơ được chạm cẩn chủ yếu trên các liên ba đố bản hoặc vách ván ở các di tích kiến trúc Huế được xây dựng trong giai đoạn triều Nguyễn (1802-1945).

## Hệ thống
Theo thống kê, hiện nay, trên các di tích kiến trúc cung đình có tổng số hơn 2.000 ô thơ văn với chất liệu đa dạng: khảm xà cừ, khắc chìm, chạm nổi trên các liên, sơn son, thếp vàng; viết trên nền pháp lam; đắp ngõa sành sứ...
Các công trình kiến trúc cung điện, lăng tẩm từ Ngọ Môn, điện Thái Hòa, điện Cần Chánh, Triệu Miếu, Hưng Tổ Miếu, Thế Tổ Miếu… phần lớn đều sử dụng văn thơ để trang trí trên liên ba, đố bản, cổ diềm ở cả nội và ngoại thất công trình. Cách trang trí một ô thơ hoặc một đại tự đi liền với một bức họa tạo nên kiểu thức “nhất thi nhất họa” hoặc “nhất tự nhất họa”: khắc xen kẽ một bài thơ với một bức tranh.

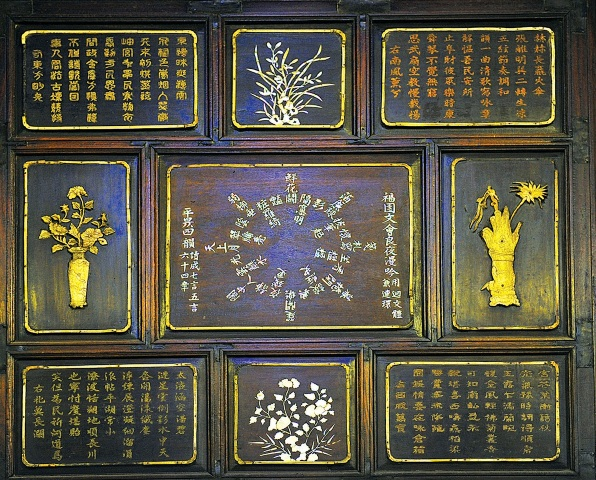
Một vài bài thơ được chạm khắc trong điện Long An.

## Ý nghĩa
Hệ thống thơ văn trên kiến trúc cung đình Huế thể hiện tư tưởng của các vị vua triều Nguyễn về lịch sử, độc lập dân tộc, văn hóa, quan niệm trị quốc, dân sinh; một loại hình nghệ thuật trang trí đặc biệt và tư liệu độc đáo và riêng có tại cố đô Huế .

## ĐượcUNESCOcông nhận
Ngày 19/5/2016, Thơ văn trên kiến trúc cung đình Huế đã được UNESCO công nhận là Di sản tư liệu thuộc Chương trình Ký ức thế giới khu vực Châu Á – Thái Bình Dương 